# Scopula minutularia
Scopula minutularia är en fjärilsart som beskrevs av George Duryea Hulst 1880. Scopula minutularia ingår i släktet Scopula och familjen mätare. Inga underarter finns listade.